# Județul Akkerman

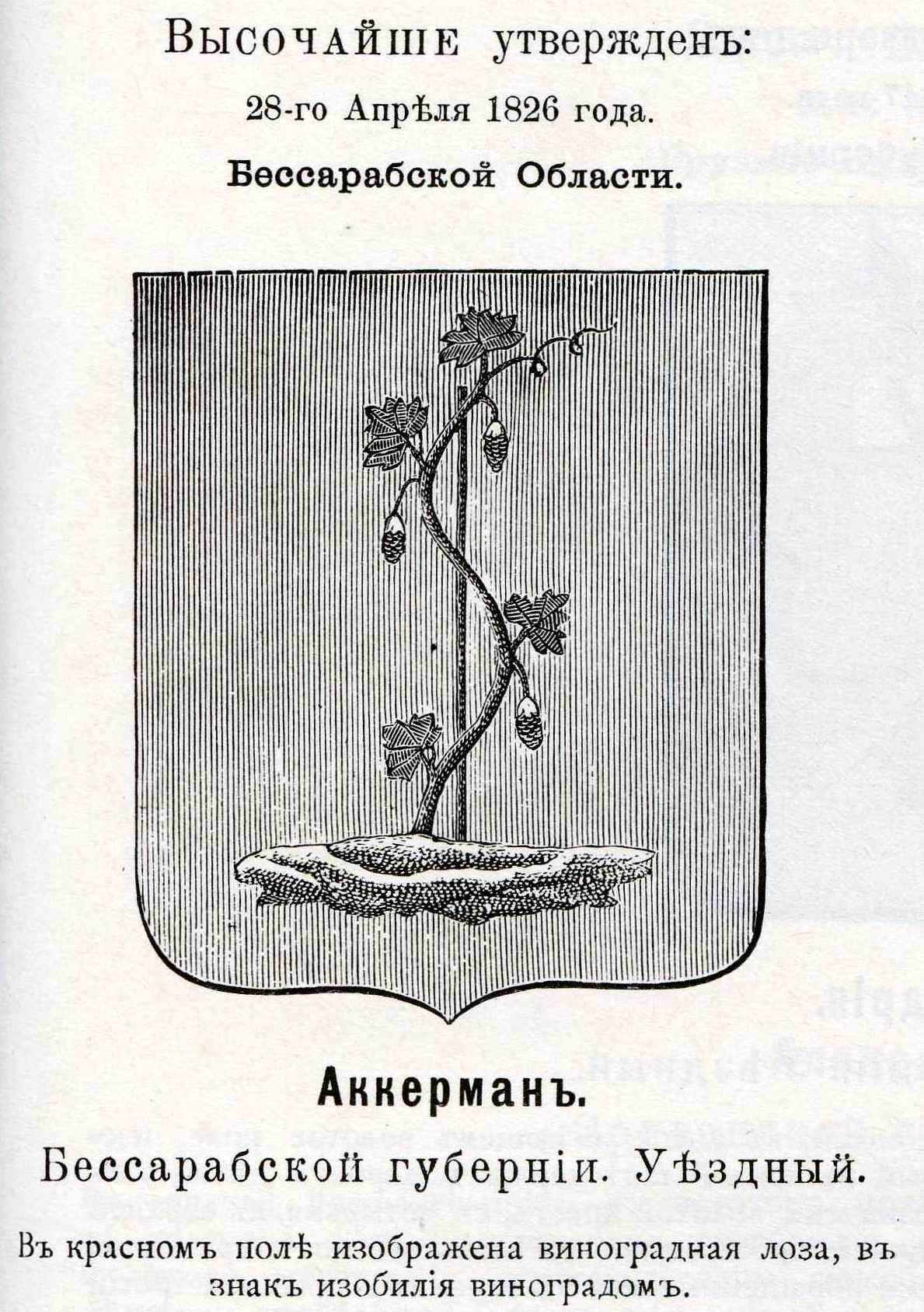
Stema Județului de la 1826

Județul Akkerman (Cetatea Albă) (în rusă Аккерманский уезд) a fost o unitate administrativ-teritorială (uezd) din gubernia Basarabia ca parte a Imperiului Rus, constituită în 1828. Centrul administrativ al județului a fost orașul Cetatea Albă (numit de ruși Akkerman). Populația județului era de 265.247 locuitori (în 1897). 

## Geografie
Județul Akkerman ocupa o suprafață de 8.288 km² (7.283 de verste). La nord se mărginea cu județul Bender (Tighina), la vest cu județul Ismail, pe o mică porțiune, sudică, se învecina cu Vechiul Regat prin Dunărea, iar la est cu fluviul Nistru și gubernia Herson.
Teritoriul său se află inclus în prezent în raioanele Arciz, Cetatea Albă, Chilia, Sărata, Tarutino și Tatarbunar (Bugeac) din regiunea Odesa a Ucrainei; precum și raionul Ștefan Vodă din partea sud-estică a Republicii Moldova.

## Populație
La recensământul populației din 1897, populația județului Akkerman era de 265.247 locuitori, din care:
| Grup etnic           | Populație | % Procentaj |
| -------------------- | --------- | ----------- |
| Maloruși (ucraineni) | 70.797    | 26,7%       |
| Bulgari              | 56.541    | 21,3%       |
| Moldoveni            | 43.441    | 16,4%       |
| Germani              | 43.389    | 16,4%       |
| Velicoruși (ruși)    | 25.523    | 9,6%        |
| Evrei                | 12.280    | 4,6%        |
| Găgăuzi              | 10.381    | 3,9%        |
| Țigani               | 1.127     | 0,4%        |
| Armeni               | 652       | 0,2%        |
| Francezi             | 332       | 0,1%        |
| Polonezi             | 302       | 0,1%        |
| Belaruși             | 138       |             |
| Greci                | 105       |             |
| alții                | 239       |             |

## Diviziuni administrative
În anul 1912, județul Akkerman cuprindea 28 voloste (ocoale) și 5 comune urbane (stane).

## Vezi și
- Județul Cetatea-Albă (interbelic)